# 전기 포충기

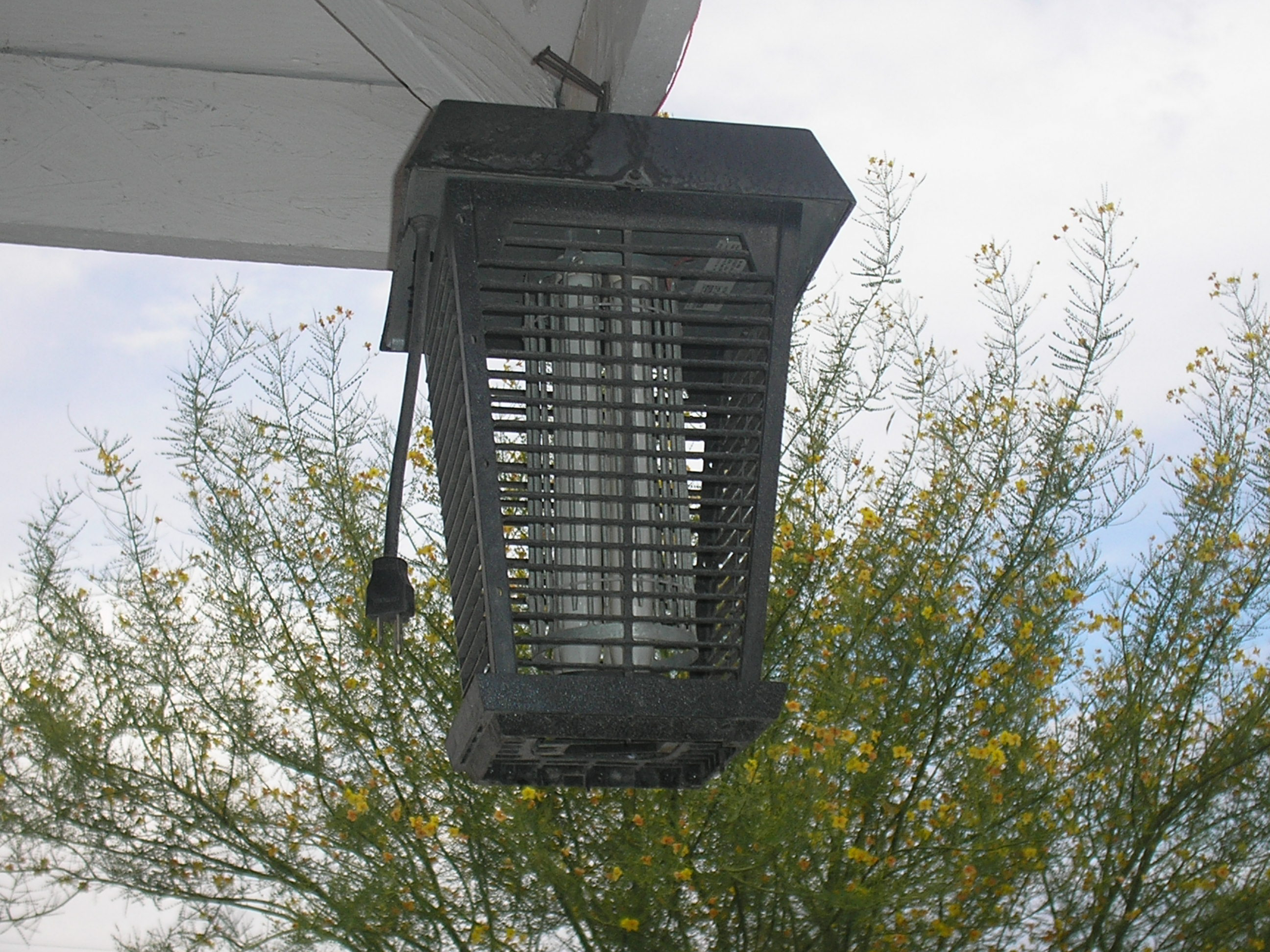

전기 포충기 또는 버그 재퍼(bug zapper)에 이끌려 날아다니는 곤충을 유인하여 죽이는 장치이다. 광원은 곤충을 전기 그리드로 유인하고, 그곳에서 곤충 사이에 고전압이 흐르는 두 개의 전선을 접촉시켜 감전사시킨다. '버그 재퍼'라는 이름은 곤충이 감전될 때 발생하는 특징적인 의성어 "잽"(zap) 소리에서 유래되었다.

## 설명
전기 포충기는 일반적으로 사람이나 큰 동물이 고전압 그리드에 닿는 것을 방지하기 위해 플라스틱 또는 접지된 금속 막대로 된 보호 케이지에 보관된다. 내부에는 광원이 장착되어 있으며 종종 가시광선과 자외선을 모두 방출하도록 설계된 형광등이 있는데, 이는 곤충이 볼 수 있고 다양한 곤충을 유인한다. 최신 모델에서는 이제 수명이 긴 LED를 사용하여 빛을 생성한다. 광원은 인터리브된 한 쌍의 나선 그리드 또는 나선형으로 둘러싸여 있다. 인접한 와이어 사이의 거리는 일반적으로 약 2mm(0.079인치)이다.
벽 전원으로 구동되는 고전압 전원 공급 장치가 사용되며, 이는 2킬로볼트 이상의 전압을 생성할 수 있는 다이오드와 커패시터로 만들어진 단순한 변압기 없는 전압 증배기 회로일 수 있다. 이는 두 개의 그리드를 연결하는 곤충의 몸을 통과할 만큼 충분히 높지만 공극을 가로질러 스파크를 일으킬 만큼 높지는 않는다. 곤충의 작은 몸체를 통해 충분한 전류가 흘러 곤충을 고온으로 가열한다. 전원 공급 장치의 임피던스와 그리드 배열은 인체에 위험한 전류를 흐르게 할 수 없도록 되어 있다.
많은 살충 장치에는 감전된 곤충을 수집하는 트레이가 장착되어 있다. 다른 모델은 잔해물이 아래 땅에 떨어지도록 설계되었다. 일부는 부채를 사용하여 곤충을 잡는 데 도움을 준다.

## 역사
1911년 10월호에 파퓰러 매카닉스(Popular Mechanics) 잡지에는 전등과 전기 그리드를 포함하여 현대식 버그 재퍼의 모든 요소를 사용한 모델 "파리 트랩"을 보여주는 기사가 있었다. 이 디자인은 이름이 알려지지 않은 두 명의 덴버 남성에 의해 구현되었으며 실용화하기에는 너무 비싸다는 점을 인정했다. 장치는 10 x 15인치(25 x 38cm)였으며 5개의 백열 전구를 포함했으며 그리드는 1/16인치(1.59mm) 와이어로 1/8인치(3.17mm) 간격으로 450V의 전압을 가했다. 사용자는 고기로 내부를 미끼로 삼아야 했다.
미국 특허청에 따르면 최초의 버그 재퍼는 1932년 윌리엄 M. 프로스트(William M. Frost)에 의해 특허를 받았다.
이와 별도로 캘리포니아 대학교 기생충학 교수인 윌리엄 브로드벡 헤르스(William Brodbeck Herms, 1876~1949)는 캘리포니아의 중요한 과일 산업을 보호하기 위해 20년 넘게 대규모 상업용 곤충 트랩 작업을 해왔다. 1934년에 그는 미래의 모든 곤충 재퍼의 모델이 된 전자 살충제를 소개했다.

## 같이 보기
- 방충제
- 긴뿔파리류
- 개인 보호 장비